# Prva proleterska brigada NOVJ-a
Prva proleterska narodnooslobodilačka udarna brigada je bila prva partizanska brigada u okupiranoj Jugoslaviji. Tijekom rata je slovila za elitnu jedinicu Narodnooslobodilačke vojske Jugoslavije.
Formirana je 21. prosinca 1941. godine u Rudom, od partizanskih ustanika, nakon povlačenje partizana u Sandžak. Odluku o formiranju Prve proleterske brigade donio je Centralni komitet KPJ. Na dan formiranja imala je šest bataljuna (četiri iz Srbije i dva iz Crne Gore) ukupne jačine 1.200 boraca. Prvi zapovjednik brigade bio je Koča Popović, a politički komesar Filip Kljajić Fića.
Prva proleterska udarna brigada je u 1.240 ratnih dana imala 530 većih i manjih borbi, tj. gotovo svaki drugi dan je provela u borbi. Ostali dani su uglavnom provedeni u iscrpljujućim marševima.
Prva proleterska brigada je na svom ratnom putu prešla više od 20.000 kilometara. U njenim borbama borilo se više od 22.000 ljudi iz cijele Jugoslavije. Imala je više od 7.500 poginulih, ranjenih i nestalih boraca, a izbacila je iz stroja više tisuća neprijateljskih vojnika. Dala je više od 3.000 rukovoditelja i 83 narodna heroja. 
Odlikovana je Ordenom narodnog oslobođenja, Ordenom partizanske zvijezde, Ordenom bratstva i jedinstva i Ordenom zasluga za narod. Povodom petnaestogodišnjice bitke na Sutjesci, lipnja 1958. godine, odlikovana je i Ordenom narodnog heroja. 

## Naziv
Izraz proleter je značio ideološko određenje, odnosno društvenu klasu koja sukladno marksističkoj doktrini o diktaturi proletarijata treba provesti socijalističku revoluciju. Prefiks proleterska je činio jasnu distancu od buržoaskih snaga. Zbog ovog pridjeva, Kominterna je više puta kritizirala KPJ, tražeći da se izbaci „proleterska" ispred naziva brigade i da se prestane sa „sličnim lapsusima" koji liju vodu na mlin neprijateljima naroda u zemlji i u inozemstvu.
Međutim, kasnije tijekom samog rata izraz proleter je izgubio svoje ideološko značenje, te je umjesto toga postao sinonim za najelitnije partizanske formacije. Tako su naziv proleterska dobivale "obične" brigade koje bi se posebno istakle u borbi.

## Borbeni put Prve proleterske brigade
Krajem prosinca 1941. godine, Prva proleterska brigada je zajedno s Vrhovnim štabom, prešla u istočnu Bosnu. Tijekom Druge neprijateljske ofanzive, od 17. siječnja do 23. siječnja 1942. godine vodila je više borbi: na Pjenovcu, kod Rogatice, Vareša, Han Pijeska i Bijelih voda. Glavnina brigade je izvela marš preko planine Igman, pri temperaturi od -32 stupnja. Poslije završetka Druge ofanzive, ponovo poduzima značajne poduhvate u istočnoj Bosni.
U Trećoj neprijateljskoj ofanzivi zajedno s Drugom proleterskom brigadom, djelovala je u istočnoj Bosni, Crnoj Gori, Hercegovini i u teškim borbama (Polja Kolašinska, Durmitor, Hercegovina) znatno pomogla uspješno povlačenje partizanskih snaga u rejon Tromeđe. 

### Pohod u Bosansku krajinu
U sastavu Udarne grupe proleterskih brigada pošla je, 24. lipnja 1942. godine, u pohod na Bosansku krajinu. U pohodu je učestvovala u borbama na pruzi Sarajevo-Mostar i rušenju ove prometnice, oslobođenju Konjica (8. kolovoza 1942.), zatim u borbama oko Bugojna, Duvna i Šujice, za oslobođenje Livna i drugim poduhvatima. Vodila je više borbi u nadiranju prema Imotskom i oslobodila nekoliko mijesta. Sedmog listopada 1942. godine učestvovala je u oslobođenju Ključa, a do kraja listopada angažirana je u borbama s četnicima i talijanskim snagama oko Bosanskog Grahova. 
U sastav Prve proleterske divizije ušla je 1. studenog 1942. godine, a sedam dana kasnije u Bosanskom Petrovcu od Vrhovnog zapovjednika NOV-a i POJ-a Josipa Broza Tita dobila je proletersku zastavu. U skladu s planom Vrhovnog zapovjednika o prodoru snaga NOVJ-a u centralnu Bosnu, studenog i prosinca 1942. i siječnja 1943. godine izvela je više poduhvata u dolini Vrbasa i centralnoj Bosni; u noći 19. studenog/20. studenog uništila je jako neprijateljsko uporište Sitnicu; u noći 25. studenog/26. studenog učestvovala je u oslobođenju Jajca; u prosincu je oslobodila Skender-Vakuf i Kotor-Varoš i područje Jošavke; u siječnju 1943. dijelom svojih snaga učestvuje u oslobođenju Teslića; u noći 15. siječnja/16. siječnja oslobodila je Prnjavor. Uspjesi kod Teslića i Prnjavora bili su veliki: ubijeno je i ranjeno nekoliko stotina, a zarobljeno 2.000 neprijateljskih vojnika i zaplijenjena velika količina ratnog materijala.

### Bitka na Neretvi
U Četvrtoj neprijateljskoj ofanzivi, u šestodnevnom maršu, prebacila se sa sektora Banje Luke, preko Šipraga, Bojske, Gornjeg Vakufa, na željezničku prugu Sarajevo-Mostar, pa je u noći 17. veljače/18. veljače likvidirala posade neprijatelja na odsjeku Raštelica-Brđani i poslije toga vodila teške borbe na Ivan-sedlu i Bradini i dijelom snaga učestvovala u napadu na Konjic. Učestvovala je i u poznatom protiv-udaru snaga NOVJ-a kod Gornjeg Vakufa, od 3. ožujka  do 5. ožujka 1943. godine, a potom zatvarala pravac Gornji Vakuf-Prozor.
Poslije prelaska Neretve u nastupanju Glavne operativne grupe NOVJ-a na istok, brigada prva nastupa pravcem: Glatičevo, rejon Kalinovika, Ustikolina. Od 15. ožujka do 17. ožujka razbila je četničke snage kod Glavatičeva i na Lipeta planini, a u noći 22. ožujka/23. ožujka vodila je teške borbe s četnicima kod Kalinovika. U ovim borbama četnici su pretrpjeli nekoliko teških poraza, a brigada je pohvaljena od Vrhovnog komanda. Krajem ožujka izbila je na Drinu kod Ustikoline. Prvo je pokušala prijeći rijeku iz pokreta, a pošto nije uspela, poslije priprema, prelazak je izvršila u noći 8. travnja/9. travnja 1943. godine. Vodila je žestoke borbe za Kapak i Krčino brdo. U borbi kod Ifsara (10. travnja. i 11. travnja) učestvovala je u razbijanju znatnih dijelova talijanske divizije „Taurinenze“. Ovim borbama omogućen je prodor Glavne operativne grupe Vrhovnog štaba preko Drine u Sandžak. Krajem travnja vodila je žestoke borbe kod Goražda s 369. nemačkom divizijom.

### Bitka na Sutjesci
U bitci na Sutjesci prvih dana vodi borbe s Prvom njemačkom brdskom divizijom na sektoru Bijelo Polje, Mojkovac, Šahovići. S ovog sektora prebačena je na sektor Čelebića, radi zaštite Centralne bolnica NOVJ-a i zatvaranja pravca Foča-Čelebić. Poslije sedmodnevnog marša, 21. svibnja kod Čelebića je iz pokreta napala i razbila 13. domobransku pukovniju. Od tada do 24. svibnja na ovom sektoru, zajedno s drugim jedinicama, vodila je ogorčene borbe. Učestvovala je 24. svibnja i 25. svibnja u neuspjelom pokušaju proboja jugoistočno od Foče. Do 6. lipnja vodila je borbe u dolini Sutjeske, a 8. lipnja je izbila na Zelengoru. 10. lipnja, u ranim jutarnjim satima, kod sela Balinovac je u jurišu pregazila borbenu grupu Höhne:
Jurišem na Balinovcu, 10. lipnja 1943. godine, brigada je probila neprijateljski obruč na Zelengori, a dva dana kasnije probila je novi obruč na komunikaciji Kalinovik-Foča. U protivofanzivi Glavne operativne grupe u istočnoj Bosni u srpnju i kolovozu vodila je više borbi (Vlasenica, Drinjača, Zvornik i na pruzi Sarajevo-Zenica). U rujnu djeluje u Dalmaciji, a u listopadu i studenom na širem području Travnika.

### Završne operacije
U zimu 1943./1944. godine i u proljeće 1944. godine djeluje oko Jajca, Mrkonjić Grada i Gerzova. U drvarskoj operaciji vodi žestoke borbe na pravcu Mrkonjić Grad-Mlinište i Mlinište-Glamoč. Iz zapadne Bosne kreće za Sandžak, a na tom putu vodila je borbe na planinama Vranici, Zecu, Bitovnji i kod Trnova. U kolovozu 1944. godine učestvuje u borbama u Sandžaku, a 23. kolovoza počeo je njen prodor u Srbiju. Vodila je teške borbe s Bugarskim snagama na Palisadu i s jakim četničkim snagama na Jelovoj gori, kod Karana, Kosjerića i Varde, za oslobođenje Bajine Bašte i Valjeva (rujna) i Uba (listopada). U Beogradskoj operaciji istakla se u mnogim borbama. Od prosinca 1944. do travnja 1945. godine djeluje na Srijemskom frontu. Učestvuje u proboju Srijemskog fronta 12. travnja 1945. godine i učestvuje u više poduhvata u Srijemu, Slavoniji i sve do Zagreba. Posljednju borbu vodila je za oslobođenje Zagreba, u koji ulazi 9. svibnja 1945. godine.

## Sastav Prve proleterske brigade

### Prvi (crnogorski) bataljon
- komandant Pero Ćetković, narodni heroj
- politički komesar Jovo Kapičić, narodni heroj
- jačina: tri čete - 159 boraca, od toga 94 borca iz Lovćenskog, 55 iz Komskog i 10 iz Crnogorsko-sandžačkog NOP odreda.
- Prva četa - jačina 56 boraca, komandir Gajo Vojvodić, politički komesar Đoko Vukićević, narodni heroj
- Druga četa - jačina 35 boraca, komandir Savo Burić, narodni heroj, politički komesar Jovo Popović
- Treća četa - jačina 59 boraca, komandir Sekula Vukićević, politički komesar Aleksandar Marjanović Leko

### Drugi (crnogorski) bataljon
- komandant Radovan Vukanović, narodni heroj
- politički komesar Mojsije Mitrović
- jačina: tri čete - 189 boraca. Prvu i drugu četu Drugog crnogorskog bataljona, sačinjavali su borci bataljona "18. oktobar", s teritorije podgoričkog sreza, a treću četu borci NOP odreda "Bijeli Pavle".
- Prva četa - jačina 64 borca, komandir Božo Božović, narodni heroj, politički komesar Vuksan Ljumović
- Druga četa - jačina 67 boraca, komandir Blažo Ivanović, politički komesar Spaso Božović
- Treća četa - jačina 54 borca, komandir Mirko Šćepanović, politički komesar Miloš Bobičić, narodni heroj

### Treći (kragujevački) bataljon
- komandant Radisav Nedeljković Raja, narodni heroj
- politički komesar Sava Radojčić Feđa
- jačina: tri čete - 241 borac. Treći kragujevački bataljon sačinjavali su borci iz tri bataljona Kragujevačkog NOP odreda.
- Prva četa - jačina 65 boraca, komandir Milovan Ivković, politički komesar Tihomir Janjić
- Druga četa - jačina 85 boraca, komandir Momčilo Moma Stanojlović, narodni heroj, politički komesar Mirko Miljević
- Treća četa - jačina 77 boraca, komandir Miodrag Stević Prnja, politički komesar Miodrag Filipović Fića Pekar

### Četvrti (kraljevački) bataljon
- komandant Pavle Jakšić, narodni heroj
- politički komesar Miro Dragišić Piper
- jačina: četiri čete - 207 boraca. Četvrti kraljevački bataljon sačinjavali su borci Kraljevačkog i Kopaoničkog NOP odreda.
- Prva četa - jačina 53 boraca, komandir Milan Antončić Velebit, narodni heroj, politički komesar Olga Jovičić Rita, narodni heroj
- Druga četa - jačina 50 boraca, komandir čete Novak Đoković, politički komesar čete Dušan Ristić
- Treća (kruševička) četa - jačina 32 borca, komandir Živan Maričić, narodni heroj, politički komesar Momčilo Dugalić, narodni heroj
- Četvrta (rudarska) četa - jačina 63 boraca, komandir Milan Simović Zeka, politički komesar Žarko Vukotić

### Peti (šumadijski) bataljon
- komandant Milan Ilić Čiča šumadijski, narodni heroj
- politički komesar Dragan Pavlović Šilja, narodni heroj
- jačina: tri čete - 171 borac. Peti šumadijski bataljon sačinjavali su borci Prvog šumadiskog NOP odreda i borci Užičke čete Užičkog NOP odreda.
- Prva četa - jačina 71 borac, komandir Veljko Tomić, politički komesar Konstantin Đukić Kojica
- Druga četa - jačina 38 boraca, komandir Božidar Radivojević Hercegovac, politički komesar Stanko Džingalašević
- Treća četa - jačina 60 boraca, komandir Nikola Ljubičić, narodni heroj, politički komesar Mileta Milovanović

### Šesti (beogradski) bataljon
- komandant Miladin Ivanović
- politički komesar Čedomir Minderović Čeda
- jačina: četiri čete - 207 boraca. Beogradski bataljon sačinjavali su borci Prvog i Drugog (Beogradskog) bataljona i Posavske čete Posavskog NOP odreda. Ovi borci su nakanadno stupili u Prvu proletersku brigadu, Posavska četa je stupila 6. januara, a Prvi i Drugi bataljon 13. januara 1942. godine.
- Prva četa - jačina 51 borac, komandir Dušan Šajatović, politički komesar Dušan Đorđević Korošec
- Druga četa - jačina 46 boraca, komandir Pavle Ilić Veljko, politički komesar Miša Šterk
- Treća četa - jačina 48 boraca, komandir Siniša Nikolajević, narodni heroj, politički komesar Dobrivoje Pešić
- Četvrta (posavska) četa - jačina 55 boraca, komandir Momčilo Vukosavljević Moma, politički komesar Ivan Štagljar

## Narodni heroji Prve proleterske brigade
Od oko 22.000 boraca koliko je, za tri i pol godine rata, prošlo kroz redove Prve proleterske udarne brigade njih 83 proglašeno je za narodne heroje:

## Naslijeđe
Prva borba brigade, kod sela Gaočića i Mioča, 22. prosinca 1941. godine, nekada se slavila kao dan Jugoslavenske narodne armije.
Ulica proleterskih brigada u Beogradu, kojom su se dijelovi Prve proleterske brigade probijali tijekom oslobođenja Beograda, od 1990-ih godina se zove Krunska ulica. 

Danas se u Rudom nekadašnja Ulica Prve proleterske brigade zove Ulica đenerala Draže.

## Vanjske poveznice
- Prva proleterska brigada - sjećanja boraca (knjiga 2)
- Rudo: 70 godina Prve proleterske („Večernje novosti“, 18. prosinca 2011.)